# Vestjyske længdebane
Vestjyske længdebane är en statsägd järnväg som går mellan Esbjerg i Region Syddanmark och Holstebro i Region Midtjylland i Danmark. Banan trafikeras endast med dieseltåg.

## Trafik
Banan trafikeras bland annat av följande tåg:
- Regionaltåg mellan Esbjerg-Skjern med GoCollective
  - De går Esbjerg-Varde varje halvtimme, på cirka 20 minuter. Vissa tåg fortsätter norrut.
  - De går Esbjerg-Varde-Skjern-Holstebro varje timme, på drygt 2 timmar. Vissa tåg fortsätter mot Struer.

Fordon är Alstom LHB Coradia LINT 41.

## Historia
Sträckan från Esbjerg till Varde öppnades 1874. Sträckan från Varde till Holstebro öppnades 1875.